# Кристанте, Брайан
Бра́йан Криста́нте (итал. Bryan Cristante; род. 3 марта 1995, Сан-Вито-аль-Тальяменто, Фриули-Венеция-Джулия) — итальянский футболист, полузащитник клуба «Рома» и сборной Италии. Чемпион Европы 2020 года. Участник двух чемпионатов Европы (2020 и 2024).

## Карьера

### «Милан»
Брайан Кристанте — воспитанник «Милана». Вначале выступал в Примавере, затем был переведён в основную команду. За «Милан» 16-летний Брайан дебютировал 6 декабря 2011 года в матче 6-го тура Лиги чемпионов против «Виктории» из Пльзеня, выйдя на замену на 81-й минуте вместо Робиньо. В 2013 году Кристанте помог молодёжной команде «Милана» дойти до финала турнира Виареджо, а сам был признан лучшим игроком турнира.
10 ноября 2013 года Кристанте дебютировал в Серии А в игре против «Кьево», выйдя на замену на 85-й минуте вместо Кака. Матч завершился ничьей 0:0. 6 января 2014 года забил свой первый гол в домашней игре Серии А против «Аталанты», завершившейся победой «Милана» 3:0. Всего за «Милан» в чемпионате Италии Брайан сыграл три матча, но этого хватило, чтобы продемонстрировать хороший технический уровень и физическую зрелость. Итальянские СМИ называли Кристанте самым перспективным воспитанником «Милана» за последние годы, со стороны других клубов к молодому игроку проявлялся большой интерес.
1 сентября 2014 года за 6 млн евро Кристанте перешёл в «Бенфику». Вице-президент «Милана» Адриано Галлиани объяснил решение клуба продать перспективного игрока желанием самого Брайана покинуть миланскую команду из-за высокой конкуренции на его позиции. От предложения руководства клуба отправить его в аренду в одну из итальянских команд, по словам Галлиани, Кристанте отказался из-за нежелания играть в чемпионате Италии против родного «Милана».

### «Бенфика» и аренды
12 сентября 2014 года Кристанте дебютировал в составе «Бенфики», выйдя на замену в матче чемпионата Португалии против «Витории». Но закрепиться в составе португальского клуба Брайан не сумел. За полтора года в Бенфике он сыграл лишь семь матчей в чемпионате Португалии и лишь в одном из них выходил в стартовом составе. Более регулярно он выступал за команду в Кубке португальской лиги, который помог «Бенфике» выиграть в сезоне 2014/2015. В том же сезоне Кристанте стал чемпионом Португалии, хотя сыграл всего пять матчей в лиге. В сезоне 2015/16 Брайан играл ещё реже, сыграв всего 4 минуты в национальном чемпионате.

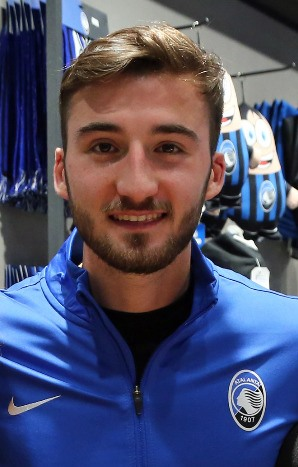
Кристанте в составе «Аталанты»

В январе 2016 года Кристанте вернулся в Италию в качестве игрока «Палермо», которому он был отдан в аренду сроком на полгода с возможностью выкупа за 6 млн евро. Не сумев проявить себя на новом месте, Брайан большую часть периода аренды провёл в запасе, сыграв за полгода лишь в четырёх матчах. В июле 2016 года Кристанте вновь отправился на родину в аренду, на этот раз в «Пескару», где играл регулярно, проведя 16 матчей в Серии А. В январе 2017 года Брайан в третий раз подряд отправился в аренду в Италию. До конца сезона его арендовала «Аталанта», согласовавшая с «Бенфикой» сумму выкупа контракта игрока в размере 4 млн евро.
8 июня 2018 года Кристанте на правах аренды перешёл в «Рому». 28 февраля 2019 года «Рома» заключила сделку на постоянной основе.

### В сборных
До 2011 года Кристанте выступал за юношескую сборную Италии до 16 лет, затем был игроком команд до 17, до 18, до 19, до 20 и до 21 года. В общей сложности за юношеские и молодёжные команды Брайан сыграл более тридцати матчей.

## Достижения
«Бенфика»
- Чемпион Португалии: 2014/15, 2015/16
- Обладатель Кубка португальской лиги: 2014/15, 2015/16

«Рома»
- Победитель Лиги конференций УЕФА: 2021/22
- Финалист Лиги Европы УЕФА: 2022/23

Сборная Италии
- Чемпион Европы: 2020
- Бронзовый призёр Лиги наций: 2020/21, 2022/23

## Статистика

### Клубная статистика
| Выступление        | Выступление      | Выступление      | Лига | Лига | Кубки | Кубки | Еврокубки | Еврокубки | Итого | Итого |
| Клуб               | Лига             | Сезон            | Игры | Голы | Игры  | Голы  | Игры      | Голы      | Игры  | Голы  |
| ------------------ | ---------------- | ---------------- | ---- | ---- | ----- | ----- | --------- | --------- | ----- | ----- |
| Милан              | Серия А          | 2011/12          | 0    | 0    | 0     | 0     | 1         | 0         | 1     | 0     |
| Милан              | Серия А          | 2012/13          | 0    | 0    | 0     | 0     | 0         | 0         | 0     | 0     |
| Милан              | Серия А          | 2013/14          | 3    | 1    | 1     | 0     | 0         | 0         | 4     | 1     |
| Милан              | Итого            | Итого            | 3    | 1    | 1     | 0     | 1         | 0         | 5     | 1     |
| Бенфика (Лиссабон) | Лига Сагриш      | 2014/15          | 5    | 0    | 3     | 0     | 3         | 0         | 11    | 0     |
| Бенфика (Лиссабон) | Лига Сагриш      | 2015/16          | 2    | 0    | 1     | 0     | 2         | 0         | 5     | 0     |
| Бенфика (Лиссабон) | Итого            | Итого            | 7    | 0    | 9     | 1     | 5         | 0         | 21    | 1     |
| Палермо            | Серия А          | 2015/16          | 4    | 0    | 0     | 0     | 0         | 0         | 4     | 0     |
| Пескара            | Серия А          | 2016/17          | 16   | 0    | 2     | 0     | 0         | 0         | 18    | 0     |
| Аталанта           | Серия А          | 2016/17          | 12   | 3    | 0     | 0     | 0         | 0         | 12    | 3     |
| Аталанта           | Серия А          | 2017/18          | 36   | 9    | 3     | 0     | 8         | 3         | 47    | 12    |
| Аталанта           | Итого            | Итого            | 48   | 12   | 3     | 0     | 8         | 3         | 59    | 15    |
| Рома               | Серия А          | 2018/19          | 35   | 4    | 2     | 0     | 7         | 0         | 44    | 4     |
| Рома               | Серия А          | 2019/20          | 26   | 1    | 2     | 0     | 5         | 0         | 33    | 1     |
| Рома               | Серия А          | 2020/21          | 34   | 1    | 1     | 0     | 13        | 1         | 48    | 2     |
| Рома               | Серия А          | 2021/22          | 34   | 2    | 2     | 0     | 14        | 1         | 50    | 3     |
| Рома               | Серия А          | 2022/23          | 36   | 1    | 2     | 0     | 15        | 0         | 53    | 1     |
| Рома               | Серия А          | 2023/24          | 26   | 2    | 2     | 0     | 9         | 1         | 37    | 3     |
| Рома               | Итого            | Итого            | 191  | 11   | 11    | 0     | 63        | 3         | 265   | 14    |
| Всего за карьеру   | Всего за карьеру | Всего за карьеру | 269  | 24   | 20    | 0     | 77        | 6         | 366   | 30    |

### Матчи за сборную
| № | Дата             | Оппонент          | Счёт | Голы | Соревнование              |
| - | ---------------- | ----------------- | ---- | ---- | ------------------------- |
| 1 | 6 октября 2017   | Македония         | 1:1  | —    | Отборочный турнир ЧМ-2018 |
| 2 | 23 марта 2018    | Аргентина         | 0:2  | —    | Товарищеский матч         |
| 3 | 28 мая 2018      | Саудовская Аравия | 2:1  | —    | Товарищеский матч         |
| 4 | 1 июня 2018      | Франция           | 1:3  | —    | Товарищеский матч         |
| 5 | 4 июня 2018      | Нидерланды        | 1:1  | —    | Товарищеский матч         |
| 6 | 10 сентября 2018 | Португалия        | 0:1  | —    | Лига наций УЕФА 2018/2019 |

Итого: сыграно матчей: 6 / забито голов: 0; победы: 1, ничьи: 2, поражения: 3.

## Государственные награды
- Кавалер ордена «За заслуги перед Итальянской Республикой» (16 июля 2021) — в знак признания спортивных ценностей и национального духа, которые вдохновили итальянскую команду на победу на чемпионате Европы по футболу 2020[16][17]